# Rentgen (jednostka)
Rentgen (symbol R) – jednostka dawki ekspozycyjnej promieniowania jonizującego X lub gamma. Dawka ekspozycyjna 1 R wywołuje za pośrednictwem emisji cząstek wtórnych w 1 cm³ suchego powietrza w warunkach normalnych (w powietrzu o masie 1,293 mg) powstanie tylu par jonów każdego znaku, że ich ładunek jest równy 1 esu.
1 R = 2,58 · 10−4 C/kg
Wartość tę w jednostkach SI można obliczyć, podstawiając wartości elektrostatycznej jednostki ładunku 1 esu ≈ 3.33564·10−10 C oraz masę rozważanej ilości powietrza w kilogramach:
{\displaystyle \mathrm {1\,R={\frac {1\,esu}{0{,}001293\,g}}={\frac {3{,}33564\cdot 10^{-10}\,C}{1{,}293\cdot 10^{-6}\,kg}}=2{,}580\cdot 10^{-4}\,{\frac {C}{kg}}} }
Nazwa rentgen pochodzi od nazwiska niemieckiego fizyka Wilhelma Röntgena.

## Praktyczne zastosowania
Rentgen jest jednostką niepraktyczną ze względu na to, że trudno jest ją przeliczyć na to jak promieniowanie jest wchłaniane przez różne materiały. Przybliżone przeliczenie przy niskich poziomach promieniowania:
- 1 R to ok. 0,87 radów wchłoniętego przez 1 gram suchego powietrza[1],
- 1 R to ok. 0,96 radów w tkance miękkiej[1],
- 1 R promieniowania X może powodować wchłonięcie od 1 do 4 radów w tkance kostnej[3].

Obecnie jednostka R nie jest używana do ustalania dawek dziennych, ale w 1934 zalecaną, maksymalną dawką dzienną było 0,2 R. Wraz z badaniem długotrwałych efektów promieniowania, w 1936, dawka ta została zmniejszona o połowę do 0,1 R / dobę.
Od 1980 roku do określania wchłoniętej dawki promieniowania używany jest grej (Gy), który jest jednostką SI. W dużym przybliżeniu 1 R to 1 rad wchłoniętego przez tkanki miękkie. Natomiast 1 rad = 100 erg/g = 0,01 Gy.
Rentgen jest czasem nadal używany do określania poziomu promieniowania jonizującego wywołanego przez promieniowanie gamma.